# ISO 8859-14
| -1  | Latin-1, Westeuropäisch    |
| -2  | Latin-2, Mitteleuropäisch  |
| -3  | Latin-3, Südeuropäisch     |
| -4  | Latin-4, Nordeuropäisch    |
| -5  | Kyrillisch                 |
| -6  | Arabisch                   |
| -7  | Griechisch                 |
| -8  | Hebräisch                  |
| -9  | Latin-5, Türkisch          |
| -10 | Latin-6, Nordisch          |
| -11 | Thai                       |
| -12 | (existiert nicht)          |
| -13 | Latin-7, Baltisch          |
| -14 | Latin-8, Keltisch          |
| -15 | Latin-9, Westeuropäisch    |
| -16 | Latin-10, Südosteuropäisch |

ISO 8859-14, genauer ISO/IEC 8859-14 auch bekannt als Latin-8, ist ein von der ISO zuletzt 1998 aktualisierter Standard für die Informationstechnik zur Zeichenkodierung mit acht Bit und der vierzehnte Teil der Normenfamilie ISO/IEC 8859.
Die mit sieben Bit kodierbaren Zeichen entsprechen US-ASCII mit führendem Nullbit. Zusätzlich zu den 95 darstellbaren ASCII-Zeichen (2016–7E16) kodiert ISO 8859-14 96 weitere (A016–FF16), also insgesamt 191 von theoretisch möglichen 256 (= 28). Den Positionen 0016–1F16 und 7F16–9F16 sind in ISO/IEC 8859 und damit ISO/IEC 8859-14 keine Zeichen zugewiesen. Dieser Bereich wurde bewusst freigehalten, um die entsprechenden Bytes für die Gerätesteuerung nutzen zu können oder sicherzustellen, dass diese bei einer unzureichend spezifizierten Codierung nicht in Konflikt mit solchen Steuerzeichen geraten. Die von der IANA definierte Bezeichnung ISO-8859-14 (mit Bindestrich) steht für die Kombination der Zeichen dieser Norm mit nicht darstellbaren Steuerzeichen gemäß ISO/IEC 6429.
ISO 8859-14 versucht, alle Sonderzeichen keltischer und einiger anderer westeuropäischer Sprachen abzudecken:
- ḃ ċ ḋ ḟ ġ ṁ ṗ ṡ ṫ werden u. a. in der historischen Rechtschreibung des Irischen und des Schottisch-Gälischen verwendet. Der Punkt (ir. ponc séimhithe oder buailte) drückt die Lenition des betreffenden Konsonanten aus (vor allem Verwandlung von Plosiven in Frikative). In der modernen Rechtschreibung wird stattdessen der Buchstabe h nachgestellt: bh ch dh fh gh mh ph sh th.
- â ê î ô ŵ ŷ werden u. a. im Walisischen verwendet. Das Zirkumflex (wal. acen grom, to bach oder hirnod) drückt die Länge des jeweiligen Vokales aus. (ŵ steht für langes [uː].)

## Tabelle
| Code | …0   | …1  | …2  | …3  | …4  | …5  | …6  | …7  | …8  | …9   | …A  | …B  | …C  | …D  | …E  | …F  |
| ---- | ---- | --- | --- | --- | --- | --- | --- | --- | --- | ---- | --- | --- | --- | --- | --- | --- |
| 0…   | NUL  | SOH | STX | ETX | EOT | ENQ | ACK | BEL | BS  | HT   | LF  | VT  | FF  | CR  | SO  | SI  |
| 1…   | DLE  | DC1 | DC2 | DC3 | DC4 | NAK | SYN | ETB | CAN | EM   | SUB | ESC | FS  | GS  | RS  | US  |
| 2…   | SP   | !   | "   | #   | $   | %   | &   | '   | (   | )    | *   | +   | ,   | -   | .   | /   |
| 3…   | 0    | 1   | 2   | 3   | 4   | 5   | 6   | 7   | 8   | 9    | :   | ;   | <   | =   | >   | ?   |
| 4…   | @    | A   | B   | C   | D   | E   | F   | G   | H   | I    | J   | K   | L   | M   | N   | O   |
| 5…   | P    | Q   | R   | S   | T   | U   | V   | W   | X   | Y    | Z   | [   | \   | ]   | ^   | _   |
| 6…   | `    | a   | b   | c   | d   | e   | f   | g   | h   | i    | j   | k   | l   | m   | n   | o   |
| 7…   | p    | q   | r   | s   | t   | u   | v   | w   | x   | y    | z   | {   | \|  | }   | ~   | DEL |
| 8…   | PAD  | HOP | BPH | NBH | IND | NEL | SSA | ESA | HTS | HTJ  | VTS | PLD | PLU | RI  | SS2 | SS3 |
| 9…   | DCS  | PU1 | PU2 | STS | CCH | MW  | SPA | EPA | SOS | SGCI | SCI | CSI | ST  | OSC | PM  | APC |
| A…   | NBSP | Ḃ   | ḃ   | £   | Ċ   | ċ   | Ḋ   | §   | Ẁ   | ©    | Ẃ   | ḋ   | Ỳ   | SHY | ®   | Ÿ   |
| B…   | Ḟ    | ḟ   | Ġ   | ġ   | Ṁ   | ṁ   | ¶   | Ṗ   | ẁ   | ṗ    | ẃ   | Ṡ   | ỳ   | Ẅ   | ẅ   | ṡ   |
| C…   | À    | Á   | Â   | Ã   | Ä   | Å   | Æ   | Ç   | È   | É    | Ê   | Ë   | Ì   | Í   | Î   | Ï   |
| D…   | Ŵ    | Ñ   | Ò   | Ó   | Ô   | Õ   | Ö   | Ṫ   | Ø   | Ù    | Ú   | Û   | Ü   | Ý   | Ŷ   | ß   |
| E…   | à    | á   | â   | ã   | ä   | å   | æ   | ç   | è   | é    | ê   | ë   | ì   | í   | î   | ï   |
| F…   | ŵ    | ñ   | ò   | ó   | ô   | õ   | ö   | ṫ   | ø   | ù    | ú   | û   | ü   | ý   | ŷ   | ÿ   |

SP (space) auf Position 2016 ist das Leerzeichen, NBSP (no-break space, auch non-breaking space) auf Position A016 ist das geschützte Leerzeichen und SHY (soft hyphen) an Position AD16 ist der bedingte Trennstrich, der normalerweise nur am Zeilenende sichtbar ist.